# Death Decline
 (octobre 2021).
La mise en forme du texte ne suit pas les recommandations de Wikipédia : il faut le « wikifier ».
Les points d'amélioration suivants sont les cas les plus fréquents. Le détail des points à revoir est peut-être précisé sur la page de discussion.
- Les titres sont pré-formatés par le logiciel. Ils ne sont ni en capitales, ni en gras.
- Le texte ne doit pas être écrit en capitales (les noms de famille non plus), ni en gras, ni en italique, ni en « petit »…
- Le gras n'est utilisé que pour surligner le titre de l'article dans l'introduction, une seule fois.
- L'italique est rarement utilisé : mots en langue étrangère, titres d'œuvres, noms de bateaux, etc.
- Les citations ne sont pas en italique mais en corps de texte normal. Elles sont entourées par des guillemets français : « et ».
- Les listes à puces sont à éviter, des paragraphes rédigés étant largement préférés. Les tableaux sont à réserver à la présentation de données structurées (résultats, etc.).
- Les appels de note de bas de page (petits chiffres en exposant, introduits par l'outil «  Source ») sont à placer entre la fin de phrase et le point final[comme ça].
- Les liens internes (vers d'autres articles de Wikipédia) sont à choisir avec parcimonie. Créez des liens vers des articles approfondissant le sujet. Les termes génériques sans rapport avec le sujet sont à éviter, ainsi que les répétitions de liens vers un même terme.
- Les liens externes sont à placer uniquement dans une section « Liens externes », à la fin de l'article. Ces liens sont à choisir avec parcimonie suivant les règles définies. Si un lien sert de source à l'article, son insertion dans le texte est à faire par les notes de bas de page.
- La présentation des références doit suivre les conventions bibliographiques. Il est recommandé d'utiliser les modèles {{Ouvrage}}, {{Chapitre}}, {{Article}}, {{Lien web}} et/ou {{Bibliographie}}. Le mode d'édition visuel peut mettre en forme automatiquement les références.
- Insérer une infobox (cadre d'informations à droite) n'est pas obligatoire pour parachever la mise en page.

Pour une aide détaillée, merci de consulter Aide:Wikification.
Si vous pensez que ces points ont été résolus, vous pouvez retirer ce bandeau et améliorer la mise en forme d'un autre article.
Death Decline est un groupe de death métal voire de     thrash metal français originaire de Dijon en France. Le groupé est fondé en 2008 par l'ancien guitariste du groupe Manu.

## Biographie
Fondé en 2008, Death Decline est un projet Thrash/Death originaire de Dijon (Bourgogne). Après quelques concerts, une démo "Bloodstained Redemption" (2012) et de nombreux changements de line up, le groupe parvient à une formation stable fin 2014. Leur premier album "Built for Sin" (juin 2015), enregistré au Warmaudio, est bien accueilli en dépit des stigmates de la jeunesse. Après une tournée de 20 dates, le groupe rentre au Vamacara Studio en novembre 2017 pour enregistrer "The Thousand Faces Of Lies" (octobre 2018), qui lui permettra de sillonner la France et les pays frontaliers sur une trentaine de concerts, incluant un passage sur la Hellstage, lors de l'édition 2019 du Hellfest Open Air.
L'utilisation du titre "Useless Sacrifice" dans le show américain South Park aux côtés des légendes du Death Metal Dying Fetus permettra à Death Decline de bénéficier d'une exposition internationale,.

## Discographie

### Albums Studio
- 2015 : Built For Sin
- 2018 : The Thousand Faces Of Lies
- 2021 : The Silent Path
- 2024 : Pattern Of An Imminent Collapse

### Démo
- 2012 : Bloodstained Redemption

## Membres

### Membres Actuels
- Fabien Legué - Guitare (depuis 2011)
- Alexandre Morel - guitare basse (depuis 2012)
- Alexis Fleury - chant (depuis 2014)
- Jordan Henriques - Guitare (depuis 2014)
- Arnaud Fournet - batterie (depuis 2018)